# Хусейнов, Раджабали Мамедович
Раджабали Мамедович Хусейнов (тадж. Раҷабалӣ Мамедович Ҳусейнов; 15 августа 1941, Сталинабад — 26 марта 2022, Санкт-Петербург) — таджикский актёр театра и кино, член Союза кинематографистов Таджикистана и СССР (1980). Заслуженный артист Таджикистана (2001).

## Биография
Окончил актёрский факультет Ташкентского театрально-художественного института им. А. Н. Островского (1964). В 1965—1998 гг. — актёр Государственного Академического театра драмы им. А. Лахути, с 1998 года — актёр Государственного Русского драматического театра им. В. Маяковского. На сцене театра драмы им. А. Лахути сыграл роли: Лаэрт («Гамлет» Шекспира), Окийд («В ночь лунного затмения» М.Карима), Саид («Солдаты революции» Г. Абдулло), Лагранж («Кабала святош» М. Булгакова), Чацкий («Горе от ума» А. Грибоедова), Герман («Разбойники» Шиллера), Бормон («Рустам и Сухроб» Фирдавси) и многие другие. На сцене Русского драмтеатра сыграл роли: Макбет (в одноимённой пьесе Э. Ионеско), Журден («Полоумный Журден» Мольера), Херёй («Калигула» А. Камю), Сократ («Последняя ночь Сократа» Цанева), Михасёв («Не покидай меня» Дударева) и другие.
Умер 26 марта 2022 года.

## Фильмография
В таджикских фильмах снимался с 1970 года. Сыграл роли в художественных фильмах: «Легенда тюрьмы Павиак» (1970), «Ураган в долине» (1972), «Тайна забытой переправы» (1973), «Восход над Гангом» (2 серии, 1975), «Семь похищенных женихов» (1976), «Осада» (1977), «Хозяин воды» (телевизионный, 1977), «Преступник и адвокаты» (1981), «Контакт» (2 серии, тел., 1981), «Подарок» (тел., 1984), «Джура — охотник из Мин-Архара» (6 серий, тел., 1985), «Идентификация желаний» (1990), «Кош ба кош» (совместно с кинокомпанией «Санрайс» (Швейцария), 1993). Сыграл роли в телевизионных художественных фильмах творческого объединения «Таджиктелефильм»: «Откуда вода течёт» (1975), «Человек родился» (1980), «Пропал мальчик» (1986), «Четыре дервиша» (2 серии, 2010). Исполнитель ролей в телевизионных художественных фильмах «Сазои вафо» (телеканал СМТ, 2011), «Хокпайванд» (телеканал «Сафина», 2011).
Работы на других киностудиях — сыграл роли в художественных фильмах «Звезда Улугбека» («Узбекфильм», 1964), «Четыре страницы одной жизни» («Ленфильм», 1964), «Тени» («Туркменфильм», 1983), «Заложник» («Мосфильм» — «Афганфильм», 1987), «Застава» (11 серий, «Мосфильм», 2004), «Яблоко из рая» (Афганистан, 2008), «Акт бесчестия» (Канада, 2010), «Тихая застава» («Мосфильм», 2011), «Телеграмма» (Таджикистан, 2011), «В ожидании моря» («Мосфильм», 2011).

## Примечание
1. ↑  Эльбаум Г., Рахимов С. Энциклопедия кино Таджикистана. — Душанбе: «ЭР-граф», 2012. — С. 250. — 396 с. Архивировано 27 июля 2021 года.
2. ↑  Умер актер из "Гляди веселей" Раджабали Хусейнов. Дата обращения: 28 марта 2022. Архивировано 1 апреля 2022 года.